# Central hidroeléctrica La Higuera
La central hidroeléctrica La Higuera es una planta hidroeléctrica de pasada ubicada en el valle del Tinguiririca, en la Región de O'Higgins. Inaugurada en septiembre de 2010, capta a través de tres bocatomas parte del caudal de los ríos Tinguiririca y Azufre, y del estero Los Helados. Presenta una capacidad instalada de 155 MW. La conforman 2 turbinas tipo Francis de eje vertical.